# USS Vermont (BB-20)
El USS Vermont (BB-20) fue un acorazado tipo pre-dreadnought clase Connecticut de la Armada de los Estados Unidos, tercero de su clase y segundo en llevar ese nombre. Fue construido en el astillero de Fore River Shipyard, en Massachusetts, con su quilla colocada en mayo de 1904 y botado en agosto de 1905. La embarcación finalizada fue puesta en servicio con la flota en marzo de 1907. Era capaz de navegar a 19 nudos (35 km/h). Su armamento principal consistía en cuatro cañones de 305 mm apoyados por una batería secundaria mixta de 7 cañones de 178 mm y 8 de 203 mm.
Poco después de entrar en servicio, se unió a la Gran Flota Blanca para su viaje de circunnavegación mundial, de 1908 a 1909. Participó en la celebración internacional Hudson-Fulton en Nueva York, en 1909, y realizó viajes a Europa en 1910 y 1913. Después de eso, se vio involucrado en intervenciones en varios países Centroamericanos, incluyendo la ocupación estadounidense de Veracruz durante la Revolución Mexicana. Durante la participación de Estados Unidos en la Primera Guerra Mundial, de abril de 1917 a noviembre de 1918, el Vermont sirvió como buque escuela para personal de sala de máquinas. De noviembre de 1918 a junio de 1919, realizó una serie de viajes para repatriar a los soldados estadounidenses de Europa antes de ser dado de baja en junio de 1920. Fue vendido como chatarra en noviembre de 1923 bajo los términos del Tratado naval de Washington. Su campana se encuentra exhibida en el Capitolio del estado de Vermont, en Montpelier.

## Diseño
El Vermont tenía una eslora de 139.1 m, una manga de 23.4 m, y un calado de 7.5 m. Tenía un desplazamiento estándar de 16 000 toneladas largas, y de 17 666 a máxima capacidad. Era impulsado por motores de vapor de triple expansión de dos ejes con una potencia de 16 500 caballos de fuerza (12 300 kW), conectados a dos ejes de hélices. El vapor era generado por doce calderas Babcock & Wilcox de carbón conectadas a tres chimeneas. El sistema de propulsión generaba una velocidad máxima de 18 nudos (33 km/h). Tal como fue construido, tenía mástiles militares pesados, pero fueron reemplazados en 1909 por mástiles de celosía. Tenía una tripulación de 827 oficiales y marinos, número que fue incrementado a 881 y después a 896.
Estaba armado con una batería principal de cuatro cañones calibre 305 mm/45 serie 5 en dos torretas dobles en la línea central, una en la proa y otra en la popa. La batería secundaria consistía en ocho cañones calibre 203 mm/45, y doce cañones calibre 178 mm/45. Los cañones de 203 mm estaban montados en cuatro torretas dobles en la mitad de la embarcación y los de 178 mm estaban colocados en casamatas en el casco. Contaba con veinte cañones calibre 76 mm/50 para la defensa a corta distancia contra buques torpederos, también montados en casamatas a lo largo del casco, y con doce cañones de 3 libras. Contaba también con cuatro cañones de 1 libra. Como estándar de los buques capitales de ese periodo, el Vermont contaba con cuatro tubos lanzatorpedos de 533 mm en lanzadores sumergidos a los costados del casco.
El cinturón blindado del Vermont era de 279 mm de grosor sobre los pañoles y las salas de máquinas, y de 152 mm en el resto de la embarcación. Las torretas de la batería principal tenían costados de 305 mm de grosor, y las barbetas de apoyo tenían 254 mm en los costados expuestos. Las torretas secundarias tenían un blindaje frontal de 178 mm. La torre de mando tenía costados de 229 mm de grosor.

## Historial de servicio

### Primeros años y Gran Flota Blanca

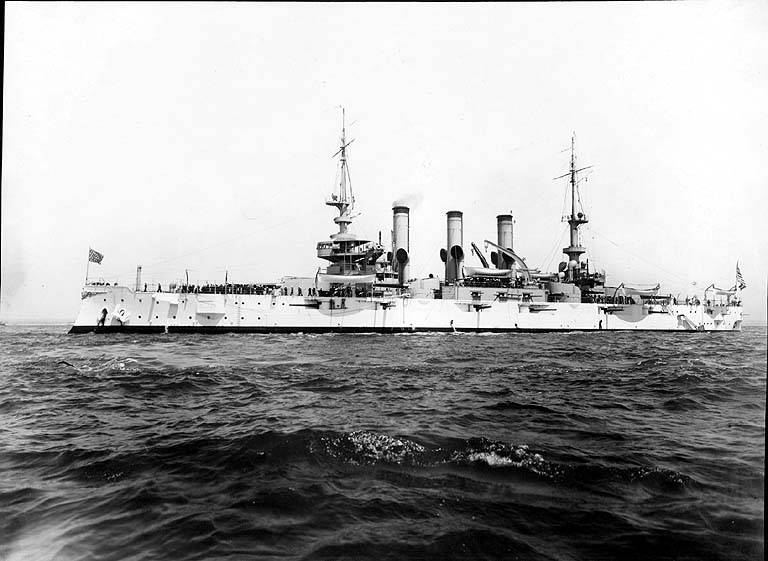
USS Vermont, con su esquema de pintura de la Gran Flota Blanca.

La quilla del Vermont fue colocada en el astillero Fore River Shipyard en Quincy, Massachusetts, el 21 de mayo de 1904, y fue botado el 31 de agosto de 1905. Fue puesto en servicio con la flota el 4 de marzo de 1907, bajo el mando del capitán William Potter. Realizó un crucero de prueba de Boston a Hampton Roads, Virginia. Se unió a la 1.ª División de la Flota del Atlántico para ejercicios de entrenamiento. Abandonó Hampton Roads el 30 de agosto para dirigirse a Provincetown, donde permaneció hasta el 5 de septiembre antes de regresar al astillero de Boston dos días después para reparaciones que duraron hasta noviembre.
El 30 de noviembre, la embarcación partió de Boston para iniciar los preparativos para unirse al crucero de la Gran Flota Blanca. El crucero fue concebido como una forma de demostrar el poderío militar de los Estados Unidos, particularmente hacia Japón. Las tensiones entre Estados Unidos y Japón habían comenzado a aumentar después de la victoria japonesa en la guerra ruso-japonesa, en 1905. La prensa de ambos países pedía la guerra, y Roosevelt esperaba utilizar la demostración de poderío naval para disuadir cualquier agresión japonesa.
Sus dos primeras paradas fueron en Rhode Island; se abasteció de carbón en Bradford antes de continuar a Newport, donde cargó provisiones. Navegó después a Tompkinsville, Nueva York para cargar municiones. Arribó a Hampton Roads el 8 de diciembre, donde se unió al resto de la Gran Flota Blanca, comandada por el contraalmirante Robley Evans. El Vermont y otros quince acorazados iniciaron su viaje el 16 de diciembre. La flota navegó hacia el sur al Caribe, y luego a Sudamérica, haciendo paradas en Puerto España, Río de Janeiro, Punta Arenas y Valparaíso, entre otras ciudades, Después de llegar a México en marzo de 1908, la flota pasó tres semanas llevando a cabo prácticas de artillería. La flota continuó su viaje por la costa estadounidense del Pacífico, deteniéndose en San Francisco, y Seattle antes de cruzar el Pacífico hacia Australia, deteniéndose de camino en Hawái. Algunas paradas en el Pacífico Sur incluyeron Melbourne, Sídney y Auckland.
Después de dejar Australia, la flota giró al norte hacia Filipinas, deteniéndose en Manila antes de continuar hacia Japón, donde se realizó una ceremonia de bienvenida en Yokohama. En noviembre, le siguieron tres semanas de ejercicios en la bahía de Súbic, Filipinas. Las embarcaciones pasaron por Singapur el 6 de diciembre y entraron al océano Índico, cargaron carbón en Colombo antes de cruzar el canal de Suez y volvieron a abastecerse de carbón en Puerto Saíd, Egipto. La flota hizo escala en varios puertos del Mediterráneo antes de detenerse en Gibraltar, donde una flota internacional de barcos de guerra británicos, rusos, franceses y alemanes los recibieron. Las embarcaciones cruzaron el Atlántico para regresar a Hampton Roads el 22 de febrero de 1909, habiendo viajado 46 729 millas náuticas (82 542 km). Ahí, pasaron revista para el presidente Theodore Roosevelt. Durante el crucero, el capitán Potter fue ascendido a comandante de la 1.ª División; su lugar como comandante del Vermont fue ocupado por el capitán Frank Fletcher.

### 1910-1913

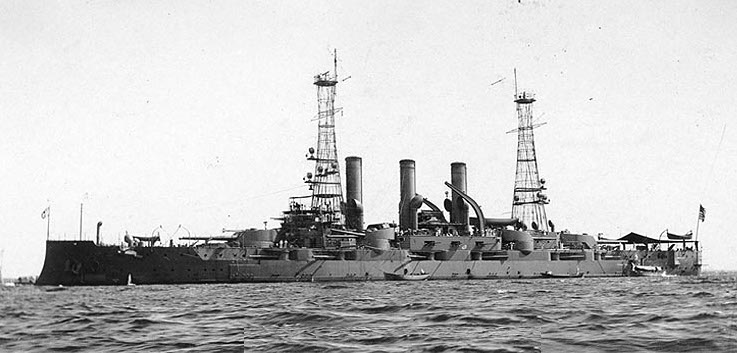
USS Vermont después de su modernización, 1909.

El Vermont regresó al astillero de Boston para reparaciones una vez que concluyeron las ceremonias en Hampton Roads; el trabajo duró del 9 de marzo al 23 de junio. Entonces regresó a la flota en las costas de Provincetown; la 1.ª División realizó un viaje a Boston para las celebraciones del 4 de julio en ese lugar. A partir del 7 de julio, la Flota del Atlántico realizó extensas maniobras hasta el 4 de agosto. El Vermont formó parte de entrenamientos de artillería en las costas de los cabos de Virginia. Le siguieron ejercicios adicionales de entrenamiento a lo largo del final de ese año, interrumpidos solamente por unas visitas a Nueva York y Stamford, en Connecticut, para las celebraciones de Hudson-Fulton, y el día de Colón, respectivamente. A finales de diciembre, regresó a Nueva York. Navegó después a la bahía de Guantánamo, Cuba, lugar al que llegó el 12 de enero de 1910. Le siguieron dos meses de ejercicios antes de regresar a los cabos de Virginia para más entrenamientos de artillería. La embarcación regresó a Boston el 29 de abril para reparaciones que duraron hasta mediados de julio. Después de regresar a servicio, recogió a un contingente de milicia naval en Boston para un crucero a Provincetown, del 22 al 31 de julio.
El 22 de agosto navegó a Newport antes de proseguir a Hampton Roads, donde realizó prácticas de objetivo del 25 al 27 de septiembre. Junto con otras embarcaciones de la Flota de Atlántico, visitó Nueva York para reparaciones menores que se realizaron en el astillero de Filadelfia. Para este momento, el acorazado había sido transferido a la 3.ª División. El 1 de noviembre, el Vermont, además de otras embarcaciones de la Flota, cruzaron el Atlántico para visitar varios puertos de Europa Occidental, incluyendo Gravesend, del 16 de noviembre al 7 de diciembre; y Brest. Las embarcaciones abandonaron Brest el 30 de diciembre para cruzar de nuevo el Atlántico, hacia aguas de Cuba. Del 13 de enero de 1911 al 13 de marzo, realizó junto con el resto de las embarcaciones, maniobras en costas cubanas. Le siguieron más ejercicios en los cabos de Virginia y la bahía de Chesapeake. Se detuvo brevemente en Hampton Roads, donde se abasteció de materiales de tiro el 8 de abril, sin embargo partió ese mismo día hacia el astillero de Filadelfia para reparaciones.
A mediados de 1911, navegó al sur del Golfo de México, deteniéndose en Pensacola, Florida. Continuó a Galveston, Texas, donde paró del 7 al 12 de junio, antes de regresar a Pensacola al día siguiente. Regresó al Atlántico y navegó al norte, hacia Bar Harbor, Maine; participó en las celebraciones del 4 de julio, y prosiguió con la rutina normal de entrenamiento de la Flota del Atlántico frente a las costas de Provincetown, y la bahía de Cabo Cod. Permaneció frente a la costa de Nueva Inglaterra a mediados de agosto; durante este período, visitó Salem, Massachusetts, y pasó por reparaciones en el astillero de Boston. Más tarde ese mismo año, navegó al estrecho de Tangier y los cabos de Virginia para experimentos de artillería y prácticas de tiro. Del 12 de septiembre al 9 de octubre, estuvo en reparaciones en el astillero de Norfolk, después de las cuales navegó a Hampton Roads antes de continuar con la flota hacia Nueva York para una revista naval que duró del 24 de octubre al 2 de noviembre. Después de la revista, se unió al 1.er Escuadrón para maniobras y regresó a Hampton Roads.
Hizo una parada en Tompkinsville del 7 al 8 de diciembre antes de continuar al astillero de Nueva York para un período de mantenimiento. El 2 de enero de 1912, zarpó al Caribe para maniobras anuales frente a la costa de Cuba. Permaneció ahí hasta el 9 de marzo, cuando regresó al astillero de Norfolk. Pasó por una revisión exhaustiva hasta octubre. El día 8 de ese mes, zarpó a la ciudad de Nueva York, donde arribó dos días después. Pasó una revista naval del 10 al 15 de octubre, seguido por maniobras y entrenamiento de artillería frente a los cabos de Virginia, hasta el mes de diciembre. El 2 de noviembre, participó en la búsqueda de la embarcación a vapor Noruega, y del 13 al 16 de diciembre apoyó al submarino B-2. Regresó al astillero de Norfolk el 25 de diciembre, después de lo cual partió para un período de entrenamiento invernal en aguas cubanas. Mientras se dirigía ahí, se detuvo en Colón, Panamá, en la entrada del Canal de Panamá, que estaba cerca de ser completado. Arribó a la bahía de Guantánamo el 19 de enero de 1913 y permaneció ahí por casi un mes.

### Intervenciones en Norte y Centroamérica y Primera Guerra Mundial

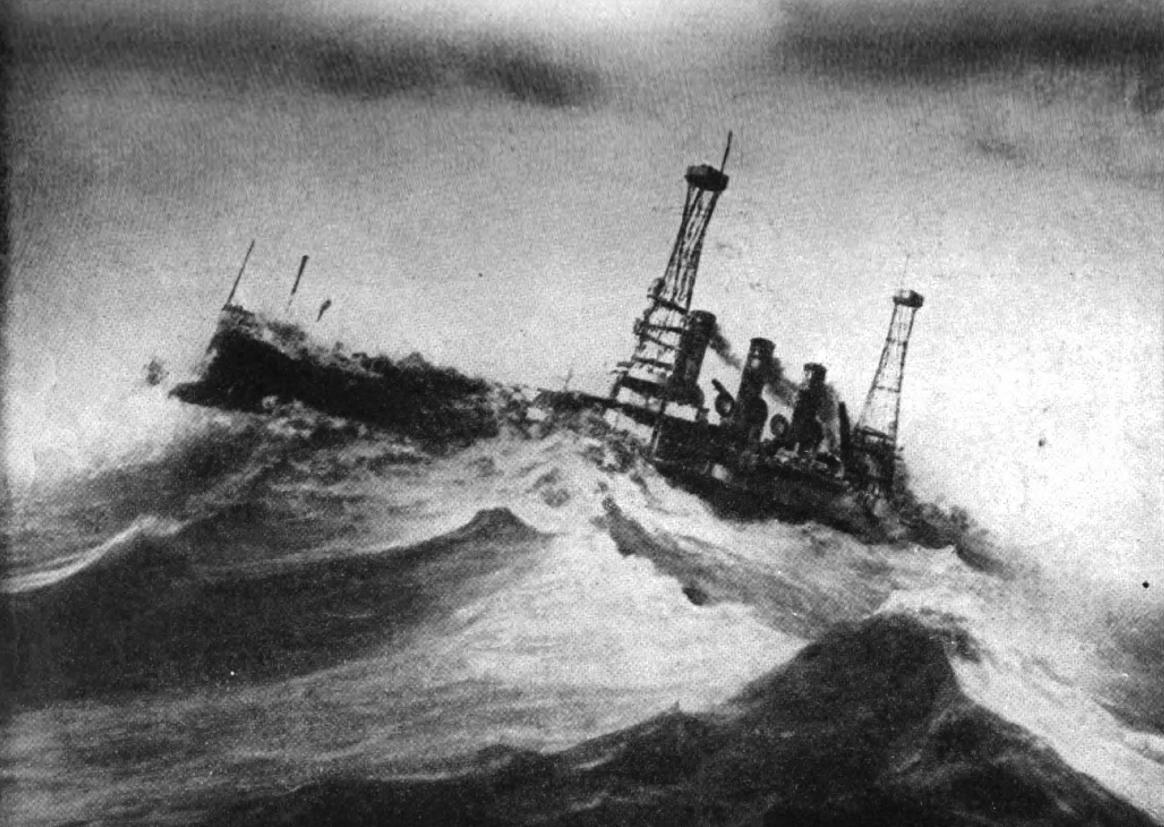
El Vermont cruzando una tormenta en el Atlántico, visto desde el Wyoming, diciembre de 1913

El 12 de febrero, la embarcación partió a México, país que estaba en medio de una revolución; se le encargó al Vermont la protección de los intereses estadounidenses en Veracruz. Arribó al puerto el 17 de febrero y permaneció ahí hasta el 29 de abril, cuando regresó a los Estados Unidos. Se reunió con la flota en Hampton Roads antes de iniciar un crucero de entrenamiento para guardamarinas de la Academia Naval de Estados Unidos, el 6 de junio. Seguido del término del crucero, operó en el estrecho de Block Island y se detuvo en Newport. En julio, comenzó una revisión regular en Norfolk, trabajo que terminó hasta octubre. Participó después en entrenamientos de artillería en la costa de los cabos de Virginia. Realizó un segundo viaje a Europa el 25 de octubre, en esta ocasión a aguas del Mediterráneo francés. Paró en Marsella del 8 de noviembre al 1 de diciembre, y cruzó el Atlántico. Mientras navegaba de regreso, una fuerte tormenta dañó una de las hélices, obligándolo a ser remolcado a Norfolk, lugar donde llegó el 20 de diciembre. Después de las reparaciones, le siguieron una serie de pruebas de mar para comprobar el sistema de propulsión.
Después de regresar al servicio, la tripulación del Vermont inició los preparativos para iniciar las prácticas de tiro regulares de primavera frente a los cabos de Virginia, pero los ejercicios fueron cancelados una vez que la situación en México empeoró. La embarcación zarpó de Hampton Roads el 15 de abril, hacia el puerto de Veracruz. Ahí, se reunió con su embarcación hermana New Hampshire, el pre-dreadnought New Jersey, y los dreadnoughts South Carolina y Arkansas. Contribuyó con una fuerza de 12 oficiales y 308 soldados que ocuparon la ciudad para prevenir que un armamento proveniente de la embarcación Ypiranga, llegara al dictador Victoriano Huerta. La embarcación permaneció en Veracruz a lo largo de octubre, además de realizar una visita al puerto de Tampico, del 21 de septiembre al 10 de octubre.
Después de regresar a la costa este de los Estados Unidos a finales de 1914, el Vermont continuó con su rutina de cruceros de entrenamiento y ejercicios. Fue colocado temporalmente en la reserva, del 1 de octubre al 21 de noviembre de 1916, aunque después de regresar al servicio apoyó a la fuerza expedicionaria de marines enviada a Haití. Esta encomienda duró del 29 de noviembre al 5 de febrero de 1917, después de lo cual formó parte de entrenamientos de combate en aguas de Cuba. Arribó a Norfolk el 29 de marzo antes de continuar a Filadelfia para mantenimiento el 4 de abril. Mientras estaba en dique seco, Estados Unidos entró a la Primera Guerra Mundial al declararle a guerra a Alemania. La revisión del Vermont fue completada el 26 de agosto, y fue asignado como buque escuela para personal de sala de máquinas, con base en Hampton Roads. El 28 de mayo de 1918, los restos del embajador chileno para los Estados Unidos, Gustavo Munizaga, fueron llevados al interior del navío. El embajador estadounidense para Chile, Joseph Hooker Shea, abordó la embarcación el 3 de junio, y el Vermont abandonó Norfolk ese mismo día. Cruzó el Canal de Panamá el 10 de junio, deteniéndose brevemente en Tongoy, Chile el día 24, arribando finalmente a Valparaíso tres días después. El almirante William Caperton, y el embajador Shea, escoltaron a tierra los restos del embajador chileno.
Abandonó Valparaíso el 2 de julio, deteniéndose en Callao, Perú en su camino de vuelta al Canal de Panamá. Después de regresar a los Estados Unidos, continuó con sus labores de buque escuela, que duraron casi hasta el final de la guerra. El 5 de noviembre, menos de una semana antes del armisticio que le puso fin a la guerra en Europa, el Vermont fue enviado al astillero de Filadelfia para ser convertido en transporte de tropas. Empezó su primera misión el 9 de enero de 1919; realizó tres viajes más para repatriar de Francia a los soldados estadounidenses, con el último concluyendo el 20 de junio de 1919. En el transcurso de todos los viajes, transportó a unos 5000 soldados de vuelta a los Estados Unidos. El 18 de julio zarpó de Norfolk por última vez, hacia la costa oeste de los Estados Unidos. Visitó San Diego, San Pedro, Monterrey, San Francisco, y Long Beach, en California, y Astoria, Oregón. Su destino final fue el astillero de Mare Island, en Vallejo, California, donde arribó el 18 de septiembre. Ahí, fue dado de baja el 30 de junio de 1920 y reclasificado como BB-20 el 17 de julio. Permaneció ahí hasta el 10 de noviembre de 1923, cuando fue retirado del registro naval. El 30 de noviembre, fue vendido como chatarra y desguazado bajo los términos del Tratado Naval de Washington. Su campana se exhibe en el Capitolio del estado de Vermont, en Montpelier.